# Club Esportiu Laietà
El Club Esportiu Laietà és un club poliesportiu de la ciutat de Barcelona.

## Història

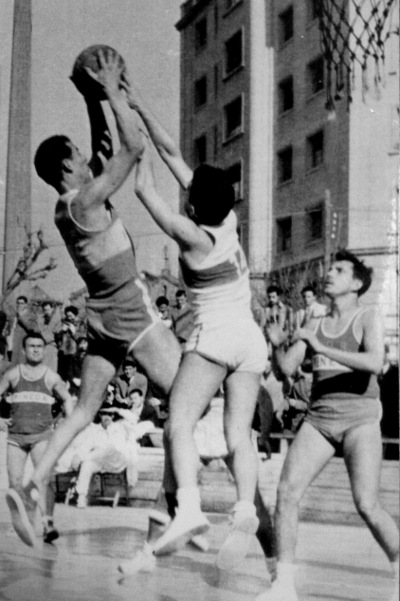
Partit del Laietà.

L'any 1922 nasqué el Laietà Basket-Ball Club, el primer club de basquetbol fundat a Catalunya (i a Espanya). Va néixer a partir de la Secció Esportiva de la Congregació Major de Nostra Senyora de les Escoles Pies de Sant Antoni, de Barcelona. Fou el primer president Ricard Pardiñas i Bonet. Va jugar, també, el primer partit de basquetbol el 8 de desembre de 1922 on perdé amb el Club Esportiu Europa per 8 a 2, partit disputat al barri de Gràcia. Foren els seus integrants Nogués, Mach, Pardiñas, Ferrer, Aragonès, Mons i Sanuy.

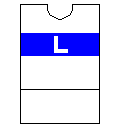
Històrica equipació del Laietà de basquetbol quan estava a l'elit

El Laietà va ser un dels clubs punters del basquetbol català durant els anys 20, 30 i 40. Va guanyar els Campionats de Catalunya dels anys 1928 i 1929 i després de la guerra el de 1944. A més disputà quatre finals consecutives de la Copa d'Espanya entre 1942 i 1945 de les quals en guanyà dues (1942 i 1944). Poc després del seu naixement, el 1924, adoptà el nom Laietà Sport Club. Cal destacar que amb l'arribada del franquisme el club fou obligat a espanyolitzar el seu nom i passà a dir-se Club Deportivo Layetano. Quan el basquetbol català es començà a professionalitzar a finals dels quaranta, el Laietà començà a perdre pistonada. La majoria dels seus jugadors deixaren el club i aquest es veié obligat a demanar una excedència a la Federació l'any 1948 per reorganitzar-se. El club se centrà, aleshores, en tasques més formatives, que no pas competitives. L'any 1958 fou convidat a disputar la segona lliga espanyola on romangué una temporada. L'any 1962 fou campió de Segona i tornà a ascendir.
L'any 1964 el club deixà les seves instal·lacions als carrers Viladomat/Rosselló. El club es refugià a les seus del col·legi Pare Manyanet i del Club de Tennis Pompeia, fins al 1967 en què estrenà unes noves instal·lacions al carrer Pintor Ribalta al barri de Les Corts.
La secció d'hoquei patins es fundà l'any 1953, on guanyà el Trofeu Samaranch.

## Seccions del club

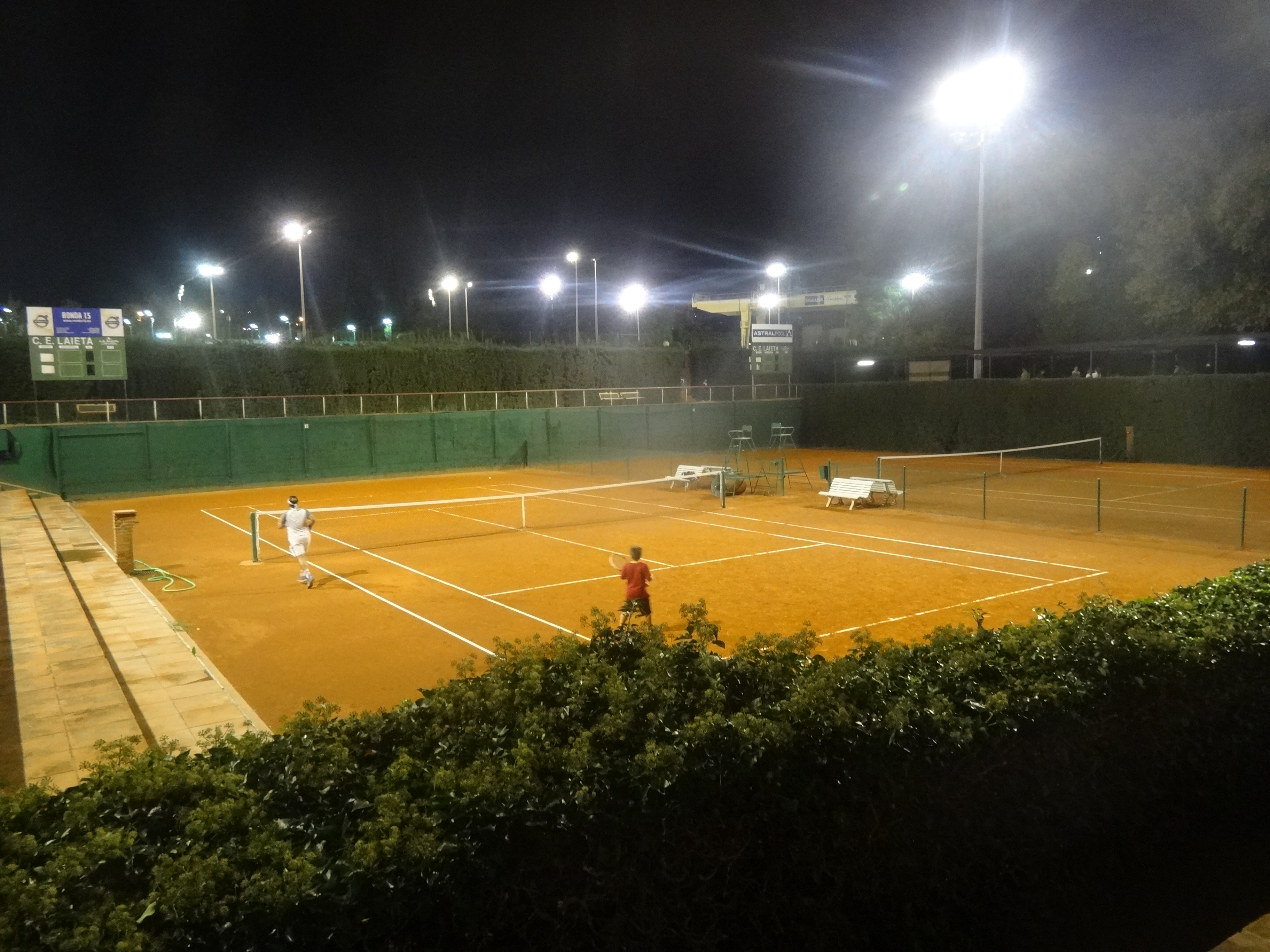
Pistes de tennis del Club Esportiu Laietà

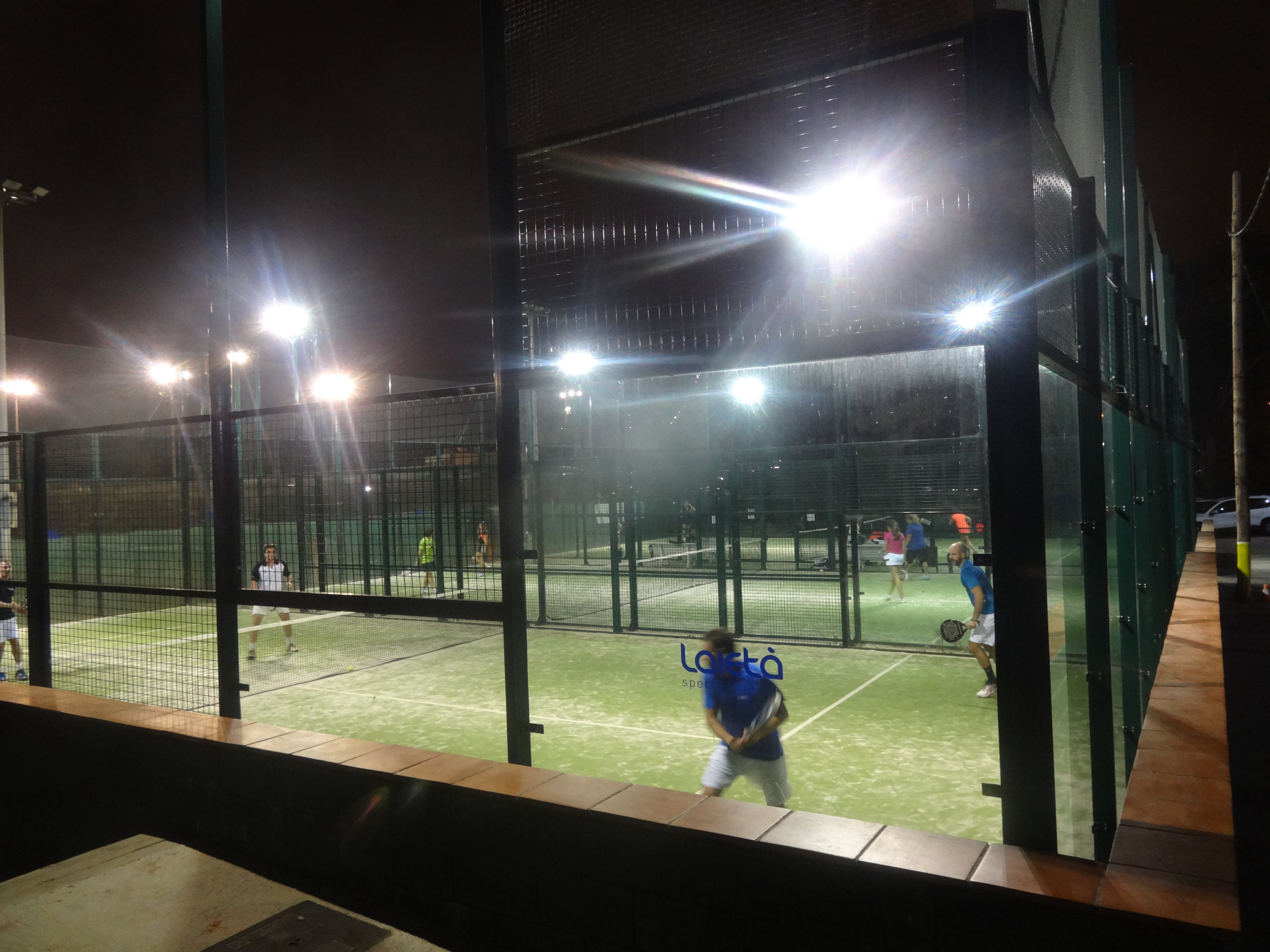
Pistes de pàdel del Club Esportiu Laietà

- Tennis
- Bàsquet
- Hoquei sobre patins
- Patinatge artístic i dansa
- Pàdel
- Futbol sala
- Bridge

## Palmarès
- Campionat de Catalunya de bàsquet:
  - 1928, 1929, 1944
- Copa espanyola de bàsquet:
  - 1942, 1944
- Campionat de Catalunya de bàsquet femení:
  - 1936, 1941
- Trofeu General Orgaz-Copa Barcelona: 
  - 1944-45

## Jugadors històrics
Anys 1930s
- Josep Tomàs
- Jesús Romeva
- Mateu Pla
- Ferran Muscat
- Josep Cardó
- Miguel Martínez[5]
- Josep Guix[5]
- Encarna Hernández

Anys 1940s
- Eduard Kucharski
- Juan Carretero
- Joan Ferrando
- Juan toro Gallén[6]
- Gabriel Albertí
- Francesc Esteva
- Sebastián Pérez Navarrete
- Joan Font[7]
- Emilio Galve
- Joan Areny[5]
- Llopis

Anys 1950s
- Agustí Bertomeu
- Enric Piquet